# Јужни Словени
Јужни Словени су група словенских народа који су се настанили на Балкану (јужно од Саве и Дунава), у Панонској низији (северно од Саве и Дунава) и на источним Алпима. Државе у којима Јужни Словени чине већину становништва су Словенија, Хрватска, Босна и Херцеговина, Србија, Црна Гора, Северна Македонија и Бугарска.

## Историја
Јужни Словени су се населили на просторе које данас насељавају током 6. и 7. века. У средњем веку су формирали низ својих држава, које су често биле под притиском својих несловенских суседа, Византинаца, Немаца, Млетака и Мађара, а касније и османских Турака.
Турци ће постепено освојити готово све јужнословенске државе и територије, са изузетком подручја данашње Словеније и делова данашње Хрватске, које ће бити под влашћу Хабзбурга и Млетака. Изузетак ће бити и независна јужнословенска Дубровачка република. Крајем 17. и у првој половини 18. века, Хабзбурзи ће успоставити своју власт на делу јужнословенских земаља којима су пре тога владали Турци.
У 19. веку, државност Србије, Црне Горе и Бугарске биће обновљена, али ће остатак јужнословенских земаља остати под турском и хабзбуршком влашћу. Коначно избацивање Турака из јужнословенских земаља десиће се завршетком Првог балканског рата (1912—1913. године), а коначно избацивање Хабзбурга завршетком Првог светског рата (1918. године).
Стварањем Краљевства Срба, Хрвата и Словенаца (касније Југославије) 1918. године, борба Јужних Словена за обнову своје државности биће заокружена, али ће међусобни политички и верски спорови јужнословенских народа утицати да се ова држава два пута распадне, први пут 1941. а потом и 1991—1992. године. Распад заједничке југословенске државе завршен је раздвајањем Србије и Црне Горе 2006. године, као и једностраним проглашењем независне Републике Косово 2008. године, у којој су већински народ несловенски Албанци, али у којој су и Срби признати као државни народ.

## Јужнословенски народи и етничке групе
- Срби (Србија; Црна Гора; Босна и Херцеговина — углавном у Републици Српској; Хрватска)
- Црногорци (Црна Гора)
- Македонци (Северна Македонија)
- Хрвати (Хрватска; Босна и Херцеговина — углавном у Федерацији Босне и Херцеговине; Србија — углавном у Војводини)
- Словенци (Словенија)
- Бошњаци (Босна и Херцеговина — углавном у Федерацији Босне и Херцеговине; Србија — углавном у Рашкој области; Црна Гора)
- Бугари (Бугарска)
- Мање етничке групе и подгрупе:
  - Југословени (Србија; Црна Гора; Босна и Херцеговина)
  - Муслимани (Босна и Херцеговина; Србија; Црна Гора)
  - Буњевци (Србија — Војводина; Мађарска)
  - Шокци (Србија — Војводина; Хрватска; Мађарска)
  - Јањевци (Србија — Косово и Метохија; Хрватска)
  - Крашовани (Румунија — Караш-Северин)
  - Градишћански Хрвати (Аустрија — Бургенланд)
  - Молишки Словени (Италија — Молизе)
  - Торбеши (Македонија)
  - Горанци (Србија — Косово и Метохија; Албанија; Македонија)
  - Помаци (Бугарска; Грчка; Турска)
  - Палћени (Румунија; Србија — Војводина)

## Религија
Јужни Словени су подељени у верском смислу. Тако су Срби, Црногорци, Бугари и Македонци претежно православни хришћани, Хрвати и Словенци су претежно католички хришћани, док су Бошњаци претежно муслимани. Мање јужнословенске етничке групе су такође подељене на ове три вероисповести.

### Стара вера
Словени су по доласку на Балкан, затекли врло развијену црквену организацију и врло брзо су били изложени јакој акцији христијанизације. Познато је да је прва српска независна држава створена акцијом многобожачког елемента, око 850, али се исто тако зна да се владарска породица званично покрстила око 870. године. Међутим познато је да се тек доласком Немањића затире јавно многобоштво међу Србима, око 1180. ССВ се на Балкану није развила до размера организоване цркве и храмова, али сигурно можемо тврдити да су на Балкану постојали идоли и на неки начин уређен простор око њих, да ли су то били свети гајеви, зидана светилишта или нешто треће не можемо рећи без археолошких истраживања, за која данас, нажалост, нема интересовања. ССВ се на Балкану одржала кроз народне обичаје и православље који чине и готово једине изворе за реконструкцију ССВ и локалних Врховних Богова на Балкану.

#### Божанства
Пантеон Јужних Словена најтеже је реконструисати, јер су они рано потпали под непосредни утицај византијске цивилизације и хришћанства. Већ је напоменуто да су Словени у време насељавања Балканског полуострва веровали, према Прокопијевом сведочењу, у једног врховног бога, и то бога муње, коме су била подређена божанства нижег реда. Како су у топономастици јужно од Дунава многи трагови имена Перуна, са доста вероватноће може се претпоставити да је код Јужних, као и код Источних Словена, Перун био врховни бог. У топонимима има трагова и о Велесу, о чијем се лику и функцијама код Јужних Словена може индиректно судити по описима Св. Саве, који је, по српском народном предању, првенствено покровитељ и заштитник стоке. Њему би био близак и Дабог из српских прича, црно и хромо божанство доњег света, господар мртвих, заштитник стада, али и вукова, који је називан и Даба, Дабо или Хроми Даба. Дабог је истовремено и бог племенитих метала, злата и сребра, проналазач и заштитник ковачке вештине. После прихватања хришћанства, функције Дабога пренесене су на велике хришћанске свеце (Св. Јована, Св. Саву, Св. Арханђела, Св. Ђорђа, Св. Николу, Св. Мрату), а његов лик је преображен у сотону и Хромог Дабу. Једна од хипостаза Дабогових је вероватно и Вид, божански видар чије је име сачувано у великом српском празнику Видовдану. Цар Тројан са три главе, који се помиње у једној скаски, вероватно је божанство блиско Триглаву јер је описан као ноћни коњаник. Како се у једној словеначкој бајци помиње чаробница Мокоши, могућно је да је богиња Мокош некада била позната Јужним Словенима.
Код Јужних Словена до сада нису археолошки посведочена светилишта нити идоли, а у историјским изворима не помиње се свештенство нити има података о култовима и ритуалима. Жртве су приносили боговима једино као молитву за свој спас.